# Роберт Людвигович Бартіні
Роберт Людовигович Бартіні, Роберт Орос ді Бартіні (14 травня 1897, Рієка, Австро-Угорщина — 6 грудня 1974, Москва, Російська РФСР), італійський аристократ, радянський авіаконструктор та винахідник, один із засновників італійської компартії, радянський комбриг. Розробив і створив більше 10 експериментальних і дослідних літаків. Праці з аеродинаміки, теоретичної фізики.

## Біографія
За версією, якої дотримується більшість біографів, Роберт Орос ді Бартіні був незаконнонародженим сином італійського графа або барона Людовіко ді Бартіні, що проживав на території Австро-Угорської імперії і займав пост віце-губернатора австрійської провінції Фіуме.
В Першу світову війну в 1916 був направлений у діючу армію і потрапив у російський полон. За кілька років полону вивчив російську мову і ознайомився з ідеями соціалізму. В 1920 році в Мілані працював на заводі, заочно навчаючись в політехнічному інституті. За два роки Бартіні здав екстерном іспити в інституті і отримав диплом авіаційного інженера.
Крім того, в 1921 році закінчив льотну школу в Римі.
Після фашистського перевороту в 1922 році ІКП направлений в Радянський Союз. З 1923 року жив і працював у СРСР.
В 1928 році очолив експериментальну групу з проектування гідролітаків (у Севастополі), спочатку інженером-механіком авіаміноносної ескадри, потім старшим інспектором з експлуатації матеріальної частини бойових літаків, після чого в 31 рік отримав ромби комбрига (аналог сучасного звання генерал-майора). З 1929 — начальник відділу морського дослідного літакобудування. В 1930 за рекомендацією начальника ВПС П. І. Баранова і начальника озброєнь РСЧА М. М. Тухачевського призначений головним конструктором СНІІ (завод № 240) ЦПФ (Цивільного Повітряного Флоту).

## Арешт і робота в ув'язненні
14 лютого 1938 був заарештований НКВС СРСР. Йому було пред'явлено звинувачення у зв'язках з «ворогом народу» Тухачевським, а також у шпигунстві на користь Муссоліні. Засуджений до звичайного для таких справ терміну — 10 років позбавлення волі і п'ять — «поразки в правах».
Був направлений на роботу в закрите авіаційне ЦКБ-29 («Шарашку»), де він працював до 1947 року. Під керівництвом А. М. Туполєва брав участь у розробці  бомбардувальника Ту-2, потім працював в групі Д. Л. Томашевича («бюро 101»), де проектували винищувач. Співробітники «101» вийшли на свободу тільки після війни.
Було розроблено два проекти: 
- «Р» — надзвуковий одномісний винищувач типу «літаюче крило» з крилом малого подовження з великою змінною за розмахом стріловидністю передньої кромки, з двокілевим вертикальним оперінням на кінцях крила та комбінованою рідинно-прямоточною силовою установкою;
- «Р-114» — зенітний винищувач-перехоплювач з чотирма ЖРД В.П. Глушко по 300 кгс тяги, із стрілоподібним крилом (33° по передній кромці) з управлінням аеродинамічною якістю.

Побудувати такі літаки не вдалося і восени 1943 ОКБ було закрито.
У 1944—1946 виконував робоче проектування і будівництво транспортних літаків.

## Після звільнення
З 1948 року, після звільнення, і до 1952 працював в ОКБ гідроавіації Г.М. Берієва.
У 1956 реабілітований, а в у квітні 1957 відряджений з Сибірського НДІ Авіації в ОКБС МАП в Люберцях (Підмосков'я) для продовження роботи над проектом А-57. В ОКБ П.В. Цибіна під керівництвом Бартіні до 1961 було розроблено 5 проектів літаків польотною масою від 30 до 320 т.
У 1967 році був нагороджений орденом Леніна. Нагороджувався також орденом Жовтневої Революції, медалями. Про життя, наукові і технічні роботи Бартіні була написана монографія Ігоря Чутко «Червоні літаки», ряд статей в науково-популярних виданнях.
Урочисто відзначалися 80-річчя і 100-річчя. Основна частина архіву передана на державне зберігання.
У наукових колах відомі: ефект Бартіні, крило Бартіні, світ Бартіні (шестимірний).